# Aelurillus lopadusae
Aelurillus lopadusae är en spindelart som beskrevs av Teresa Cantarella 1983. 
Aelurillus lopadusae ingår i släktet Aelurillus och familjen hoppspindlar. Inga underarter finns listade i Catalogue of Life.